# Róbert Tomaschek
Róbert Tomaschek (Nitra, 25 augustus 1972) is een voormalig profvoetballer uit Slowakije. Hij speelde zowel in de verdediging als op het middenveld gedurende zijn carrière.

## Interlandcarrière
Tomaschek kwam in totaal 52 keer (vier doelpunten) uit voor het Slowaaks voetbalelftal in de periode 1994-2001. Hij maakte zijn debuut voor de nationale ploeg op 2 februari 1994 in het vriendschappelijke duel in Sharjah tegen de Verenigde Arabische Emiraten (0-1). Dat was het eerste officiële duel van Slowakije sinds de vreedzame ontmanteling van Tsjecho-Slowakije.
| Interlanddoelpunten | Interlanddoelpunten | Interlanddoelpunten          | Interlanddoelpunten | Interlanddoelpunten | Interlanddoelpunten | Interlanddoelpunten |
| #                   | Datum               | Locatie                      | Tegenstander        | Goal(s)             | Uitslag             | Wedstrijd           |
| ------------------- | ------------------- | ---------------------------- | ------------------- | ------------------- | ------------------- | ------------------- |
| 1                   | 10 oktober 1998     | Vaduz, Liechtenstein         | Liechtenstein       | 36'                 | 0–4                 | EK-kwalificatie     |
| 2                   | 10 oktober 1998     | Vaduz, Liechtenstein         | Liechtenstein       | 61'                 | 0–4                 | EK-kwalificatie     |
| 3                   | 19 mei 1999         | Dubnica nad Váhom, Slowakije | Bulgarije           | 89'                 | 2–0                 | Oefeninterland      |
| 4                   | 24 maart 2001       | Istanboel, Turkije           | Turkije             | 68'                 | 1–1                 | WK-kwalificatie     |

## Erelijst
Slovan Bratislava
- Slowaaks landskampioen

1994, 1995, 1996, 1999
- Slowaaks bekerwinnaar

1994, 1997, 1999